# Unihockey-Bundesliga 2009/10
Die Unihockey-Bundesliga 2009/10 war die 16. Spielzeit um die deutsche Unihockey-Meisterschaft auf dem Großfeld der Herren. Der UHC Weißenfels gewann zum achten Mal in Folge den Meistertitel.
Die Saison begann am 19./20. September 2009 und endete mit den Finalspielen am 17./18. April und am 1. Mai 2010.

## Teilnehmer
Zur Saison 2009/2010 gab es kaum Veränderungen. Einzig die SG BA Tempelhof/Bären Berlin hat sich aufgelöst. Die Bären Berlin gehen somit in dieser Saison in der 2. Bundesliga an den Start, Tempelhof verbleibt in der Bundesliga.
Teilnehmer:
- UHC Sparkasse Weißenfels
- MFBC Löwen Leipzig
- SG BA Tempelhof Berlin
- TV Eiche Horn Bremen
- SC DHfK Leipzig – Unihockeyteam CFC
- UHC Döbeln
- Red Devils Wernigerode (Aufsteiger)
- ETV Hamburg

## Hauptrunde
Der Modus in der Saison 2009/2010 wurde wie schon in den Jahren zuvor beibehalten. In der Hauptrunde spielt jedes Teams jeweils zweimal (Hin- und Rückspiel) gegen jedes andere. Die ersten fünf Teams erreichen die Meisterrunde, in jener spielt jedes Team einmal gegen jedes andere dieser Runde; während die letzten drei Mannschaften in die Abstiegsrunde müssen. Dort treffen sie jeweils zweimal auf die anderen Teams der Runde. Nur der Sieger dieser Runde hat den direkten Klassenerhalt geschafft, die beiden Letztplatzierten spielen in Relegationsspielen gegen die Sieger der zweiten Bundesliga (Staffel Ost und West). Die Teams auf den Plätzen 1–5 spielen jetzt in der Meisterrunde um die Playoffplätze (Platz 1–4) in nur einem Spiel gegen jedes andere Team. Die Teams auf den Plätzen 5–8 spielen in der Abstiegsrunde jeweils zweimal gegen die anderen Teilnehmer der Runde – die beiden Ligaletzten spielen dann in Relegationsspielen gegen die Sieger der Playoffs der 2. Bundesliga. In beide Runden wurden die Punkte aus der Hauptrunde übernommen.
| Pl. | Verein                       | Sp. | S  | U  | N   | SDS | SDN | Tore    | Diff. | Pkt. |
| --- | ---------------------------- | --- | -- | -- | --- | --- | --- | ------- | ----- | ---- |
| 01. | UHC Sparkasse Weißenfels (M) | 18  | 15 | 0  | 03  | 0   | 0   | 146:069 | +077  | 45   |
| 02. | MFBC Löwen Leipzig           | 18  | 13 | 0  | 05  | 0   | 0   | 155:102 | +053  | 39   |
| 03. | ETV Hamburg                  | 18  | 08 | 01 | 05  | 01  | 03  | 118:112 | +06   | 30   |
| 04. | Red Devils Wernigerode (N)   | 18  | 07 | 01 | 07  | 03  | 0   | 111:106 | +05   | 28   |
| 05. | SC DHfK Leipzig              | 18  | 06 | 01 | 09  | 0   | 02  | 112:143 | –031  | 21   |
| 06. | SGBA Tempelhof Berlin        | 18  | 05 | 0  | 010 | 02  | 01  | 082:107 | –025  | 20   |
| 07. | TV Eiche Horn Bremen         | 18  | 04 | 01 | 10  | 01  | 02  | 087:143 | –056  | 17   |
| 08. | UHC Döbeln 06                | 18  | 04 | 0  | 13  | 01  | 0   | 108:137 | –029  | 14   |

| Legende                                                         |
| --------------------------------------------------------------- |
| Teilnahme an der Meisterrunde; Qualifikation für das Halbfinale |
| Teilnahme an der Meisterrunde                                   |
| Teilnahme an der Abstiegsrunde                                  |
| Teilnahme an der Abstiegsrunde; Relegation                      |
| (M) Titelverteidiger                                            |
| (N) Aufsteiger                                                  |

## Relegation
|                      | Gesamt |                         | Spiel 1 | Spiel 2 | (Spiel 3) |
| -------------------- | ------ | ----------------------- | ------- | ------- | --------- |
| TV Eiche Horn Bremen | 0:2    | SSF Dragons Bonn        | 3:4     | 3:4     |           |
| UHC Döbeln 06        | 0:2    | Floor Fighters Chemnitz | 5:10    | 5:9     |           |

## Playoffs
Die Playoffs werden im Modus Best-of-Three ausgetragen. Im Halbfinale trifft der Erstplatzierte, nach Haupt- und Meisterrunde, auf den Viertplatzierten und der zweite Platz auf den Dritten.
|  | Halbfinale             | Halbfinale    |                        |   | Finale | Finale |
|  |                        |               |                        |   |        |        |
|  | UHC Weißenfels         | 2             |                        |   |        |        |
|  | Red Devils Wernigerode | 0             |                        |   |        |        |
|  |                        |               |                        |   |        |        |
|  |                        |               |                        |   |        |        |
|  | UHC Weißenfels         | 2             |                        |   |        |        |
|  |                        | Löwen Leipzig | 0                      |   |        |        |
|  |                        |               |                        |   |        |        |
|  | Spiel um Platz drei    |               |                        |   |        |        |
|  |                        |               | Red Devils Wernigerode | 2 |        |        |
|  | Löwen Leipzig          | 2             | ETV Hamburg            | 0 |        |        |
|  | ETV Hamburg            | 1             |                        |   |        |        |

### Halbfinale
|                | Gesamt |                        | Spiel 1   | Spiel 2 | (Spiel 3) |
| -------------- | ------ | ---------------------- | --------- | ------- | --------- |
| UHC Weißenfels | 2:0    | Red Devils Wernigerode | 7:6 (SDS) | 4:3     |           |
| Löwen Leipzig  | 1:2    | ETV Hamburg            | 7:10      | 8:3     | 7:4       |

### Kleines Finale
|                        | Gesamt |             | Spiel 1 | Spiel 2 | (Spiel 3) |
| ---------------------- | ------ | ----------- | ------- | ------- | --------- |
| Red Devils Wernigerode | 2:0    | ETV Hamburg | 8:3     | 6:4     |           |

### Finale
|                | Gesamt |               | Spiel 1 | Spiel 2 | (Spiel 3) |
| -------------- | ------ | ------------- | ------- | ------- | --------- |
| UHC Weißenfels | 2:0    | Löwen Leipzig | 6:4     | 4:2     |           |

## Relegation 1. Bundesliga / 2. Bundesliga
- Floor Fighters Chemnitz – UHC Döbeln 06 2:?; Chemnitz steigt somit in die 1. Bundesliga auf, Döbeln in die 2. Bundesliga ab
  - 1. Spiel: UHC Döbeln 06 – Floor Fighters Chemnitz 5:10[11] am 17. April 2010, 17:30 Uhr, Stadtsporthalle in Döbeln
  - 2. Spiel: Floor Fighters Chemnitz – UHC Döbeln 06 ?:? am 1. Mai 2010, 19:30 Uhr, Richard-Hartmann-Halle in Chemnitz
  - 3. Spiel: Floor Fighters Chemnitz – UHC Döbeln 06 ?:? am 2. Mai 2010, 15:00 Uhr, Sporthalle Flemmingstraße in Chemnitz
- SSF Dragons Bonn – TV Eiche Horn Bremen 2:0; Bonn steigt somit in die 1. Bundesliga auf, Bremen in die 2. Bundesliga ab
  - 1. Spiel: TV Eiche Horn Bremen – SSF Dragons Bonn 3:4 am 17. April 2010, 18:00 Uhr, Sporthalle Berckstraße in Bremen
  - 2. Spiel: SSF Dragons Bonn – TV Eiche Horn Bremen 4:3[12] am 1. Mai 2010, 19:00 Uhr, Sportpark Nord in Bonn
  - (3. Spiel: SSF Dragons Bonn – TV Eiche Horn Bremen am 2. Mai 2010, 10:00 Uhr, Sportpark Nord in Bonn)

(Quelle:)